# Butalci
Butalci je naslov zbirke humoresk pisatelja Frana Milčinskega. Objavljal jih je v raznih časopisih, kot zbirka pa so izšli po njegovi smrti.
Butalci so prebivalci izmišljenega kraja, imenovanega Butale. Imajo se za zelo pametne in pomembne, čeprav so v resnici precej omejeni. Neprestano tekmujejo s prebivalci sosednjega kraja, Tepanjčani.
Pojem butalski (v smislu omejen) se je tako prijel, da so ga sprejeli tudi v Slovar slovenskega knjižnega jezika.
Na podlagi humoresk je bila leta 2018 posneta glasbena komedija Butalci.